# 万年野党
特定非営利活動法人万年野党（まんねんやとう）は、「政策監視NPO」というコンセプトをもとに設立された。「政府の監視機能」が日本では十分にされていないということを問題意識に持つ。「国会外の野党」になり、本来ならば野党やマスコミが果たすべき役割である監視機能の補完を行うとしている。日本共産党や社会民主党（旧日本社会党）、立憲民主党、国民民主党といった既存政党との関係はない。

## 概要
- 2014年1月6日に設立
- 「政策の監視・対案の表示」「国会議員の評価」を具体的な活動とする（他にも、地方自治体の政策の監視、対案提示・政策監視などの役割を果たせる人材の育成）
- 前身である政策監視会議では、数々の緊急提言会を行ってきた
- 「国会議員三ツ星データブック」を国会の会期毎に発行
- 「国会議員質問力評価」を行い、国会議員の質問の質を図るプロジェクトも実施（一般からも広く参加を募る）
- エグゼクティブランチという著名人とランチできる企画なども行う

## 組織
- 会長：田原総一朗[1]
- 理事長：宮内義彦[1]
- 理事：岸博幸、磯山友幸、原英史[1]
- 事務局長：石井竜馬
- 監事：浜村浩幸

### アドバイザリーボード
- 竹中平蔵 -パソナグループ取締役会長、オリックス社外取締役、一般社団法人外国人雇用協議会顧問、東洋大学 国際地域学部教授、慶應義塾大学名誉教授
- 堺屋太一 -内閣官房参与、作家
- 新浪剛史 -株式会社ローソン代表取締役社長（CEO）
- 八田達夫 -内閣府国家戦略特別区域ワーキンググループ座長、国際東アジア研究センター所長、大阪大学招聘教授
- 高橋洋一 -一般社団法人外国人雇用協議会顧問、嘉悦大学教授、金融庁顧問
- 小黒一正 -法政大学経済学部准教授
- 帯野久美子 -株式会社インターアクト・ジャパン代表取締役
- 下村健一 -慶應義塾大学特別招聘教授
- 城繁幸 -株式会社Joe's Labo代表取締役
- 鈴木亘 -学習院大学経済学部教授
- 須田慎一郎 -ジャーナリスト
- 高橋茂 -株式会社VoiceJapan代表取締役
- 高橋亮平 -中央大学特任准教授
- 辰巳琢郎 -俳優
- 野村修也 -中央大学法科大学院教授
- 福井秀夫 -政策研究大学院大学教授
- 堀義人 -グロービス経営大学院大学学長、グロービス・キャピタル・パートナー代表パートナー
- 八代尚宏 -国際基督教大学客員教授
- 屋山太郎 -政治評論家
- 湯元健治 -日本総研副理事長
- ロバート・フェルドマン -モルガン・スタンレーMUFG証券チーフエコノミスト

## 政策の監視・対案の表示
前身である政策監視会議の時から、数々の緊急提言会を行ってきた。

### テーマ
「東電処理に関する緊急提言会」、「タクシー規制に関する提言説明会」、「薬事法改正に関する緊急提言説明会」、「若者政治参加特区（被選挙権年齢引き下げ）に関する緊急提言説明会」、「会社法改正に関する緊急提言説明会」、「国家公務員制度改革に関する緊急提言説明会」など

## 国会議員の評価

### 国会議員三ツ星データブック
国会議員の国会での活動実績を定量的に示す。基準は、質問回数、質問時間、質問主意書、議員立法の提出回数など。国会での活動が優秀な国会議員に星印（☆）をつけるという、ミシュランガイドの手法を参考にしたもの。国会議員に選ばれながら、任期中国会でほとんど発言しない議員がいることを発見したのが発行のきっかけ。衆議院議員会館の売店等で購入も可能。万年野党会員となれば、無料で提供される。

#### 三ツ星に選ばれた議員の例
所属政党はいずれも当時
第185回国会版
大熊利昭（みんなの党）、後藤祐一（民主党）、重徳和彦（日本維新の会）、玉木雄一郎（民主党）、長妻昭（民主党）、中根康浩（民主党）、福島みずほ（社会民主党）
；第193回国会版
：宮崎岳志

## 参考資料
- 万年野党ホームページ
- 万年野党活動日誌 現代ビジネス 2014年3月17日
- 舛添都知事候補は軽視 「天下り天国」東京のふざけた実態 日刊ゲンダイ 2014年2月4日
- 『184・185国会版 国会議員三ツ星データブック【2013年7〜12月質問王ランキング】』 メタ・ブレーン 2014年